# Oak-hickory forest
La oak-hickory forest est une sorte de forêt présente en Amérique du Nord composée essentiellement d'espèces de chênes et de caryers. Cette forêt est présente du Sud de la Nouvelle-Angleterre et de l'État de New York, à l'Ouest de l'Iowa et jusqu'en Géorgie au sud. De petites étendues de cette forêt sont également présentes dans le Dakota du Nord, au Sud de la Floride, au Nord-Ouest du Texas, dans le Maine et en Ontario.
Une partie de la zone d'extension actuelle de cette forêt était par le passé dénommée Oak-Chestnut Forest. Celle-ci se caractérisait par un mélange de chênes et du châtaignier d'Amérique. Ce dernier a quasiment disparu au début du XXe siècle à la suite du ravage d'une maladie invasive.
Parmi les espèces d'arbres et d'arbustes se trouvent le chêne rouge d'Amérique, le chêne noir, Quercus coccinea, le chêne blanc d'amérique, le chêne châtaignier, Carya glabra, Carya cordiformis, noyer blanc d'Amérique, le cornouiller à fleurs, et le laurier des montagnes. Parmi les espèces animales se trouvent l'écureuil gris, le geai bleu et le dindon sauvage.